# Schmieritz
Schmieritz település Németországban, azon belül Türingiában. Lakosainak száma 382 fő (2023. december 31.).

## Népesség
A település népességének változása:
| Lakosok száma | 406  | 402  | 395  | 386  | 382  |
|               | 2017 | 2019 | 2021 | 2022 | 2023 |